# Dunyazad

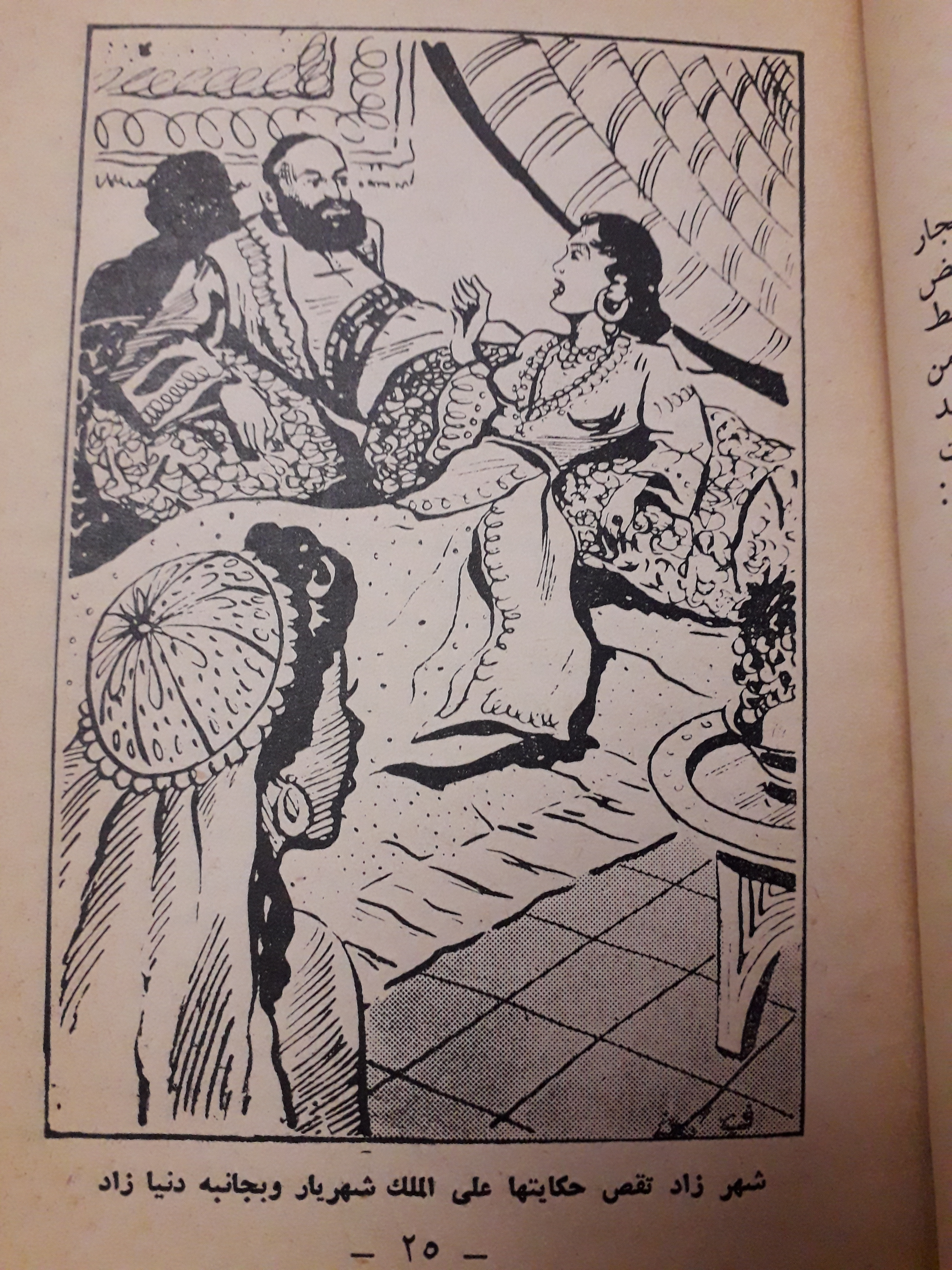
Dibujo de Dunyazad en un cuento de Las mil y una noches

Para el cráter en la luna de Saturno Encélado, véase Dunyazad (cráter).
Dunyazad (también llamada Doniazada, Dunyazade o Dinarzade) es un personaje de ficción de Las mil y una noches, la hermana menor de la condenada reina Scheherazada. 
En el ciclo de historias, es ella quien (al instruir a Scheherazada) inicia la táctica de contar las historias al estilo cliffhanger para evitar la ejecución de su hermana por Shahriar. En el feliz final, se casa con Shah Zaman, el hermano más joven de Shahriar.
Dunyazad reaparece como personaje principal como narradora en el segmento Dunyazadiad de la novela de John Barth Chimera.
- Datos: Q27734732